# The Epilogue
The Epilogue (reso graficamente come †HE EPILOGUE) è un singolo del gruppo musicale statunitense Crosses, pubblicato l'11 novembre 2013 come primo estratto dal primo album in studio Crosses.

## Descrizione
Sesta traccia dell'album, The Epilogue è stata resa disponibile per l'ascolto a partire dal 5 ottobre attraverso il profilo SoundCloud del gruppo, per poi essere annunciato come singolo digitale il 10 novembre.
Il brano è stato successivamente inserito anche nell'EP EP 3, uscito anch'esso nel 2014 in occasione del Record Store Day.

## Video musicale
Il video è stato presentato in anteprima il 18 marzo 2014 sul sito di MTVU.

## Tracce
1. The Epilogue – 3:55

## Formazione
Gruppo
- Chino Moreno – voce
- Shaun Lopez – chitarra, tastiera, campionatore, programmazione
- Chuck Doom – basso, tastiera, campionatore, programmazione

Altri musicisti
- Chris Robyn – batteria

Produzione
- Shaun Lopez – produzione, ingegneria del suono, missaggio
- Crosses – produzione
- Eric Broyhill – mastering
- Brendan Dekora – assistenza ingegneria ai Glenwood Studios
- Eric Stenman – ingegnere al missaggio ai Red Bull Studios
- Kyle Stevens – ingegnere al missaggio agli Henson Recording

## Classifiche
| Classifica (2013/14)          | Posizione massima |
| ----------------------------- | ----------------- |
| Stati Uniti (alternative)     | 27                |
| Stati Uniti (mainstream rock) | 40                |